# 凱爾索鎮區 (明尼蘇達州錫布利縣)
凱爾索鎮區（英語：Kelso Township）是位於美國明尼蘇達州錫布利縣的一個行政鎮區。

## 歷史
凱爾索鎮區於1858年成立，得名自蘇格蘭的凱爾索。

## 地方資料
凱爾索鎮區的面積為92.26平方千米，皆為陸地。根據2020年美國人口普查的數據，當地共有人口269人，而人口密度為每平方千米2.92人。